# Вільябуена-дель-Пуенте
Вільябуена-дель-Пуенте (ісп. Villabuena del Puente) — муніципалітет в Іспанії, у складі автономної спільноти Кастилія-і-Леон, у провінції Самора. Населення — 822 особи (2010).
Муніципалітет розташований на відстані близько 180 км на північний захід від Мадрида, 31 км на південний схід від Самори.

## Демографія
Динаміка населення (INE ):